# Тыллисте (волость)
Тыллисте (эст. Tõlliste) — бывшая волость в Эстонии в составе уезда Валгамаа.

## Положение
Площадь волости — 193,78 км², численность населения на  1 января 2010 года составляло 1800 человек.
Административный центр волости — посёлок Лаатре. Помимо этого, на территории волости находится ещё один посёлок Тсиргулийна и 13 деревень: Соору, Тагула, Ийгасте, Яаникесе, Кориярве, Мухква, Паю, Рампе, Супа, Тину, Тыллисте, Виласки, Вяльякюла.